# 5-甲氧基水杨酸
5-甲氧基水杨酸（英語：5-Methoxysalicylic acid）是一种水杨酸衍生物，分子式C8H8O4，存在于海狸香中。其与精胺的混合物常作为基质辅助激光解吸/电离（MALDI）质谱法分析寡核苷酸中的基质。